# Underworld: The Eternal War
Underworld: The Eternal War (ou Underworld: The Game) est un jeu vidéo de tir à la troisième personne développé par Lucky Chicken Games et édité par Play It, sorti en 2004 sur PlayStation 2.
Il s'agit de l'adaptation du film Underworld

## Accueil
- Jeuxvideo.com : 6/20[1]